# 原勝郎 (歴史家)
原 勝郎（はら かつろう、1871年4月15日（明治4年2月26日） - 1924年（大正13年）1月12日）は、日本の歴史学者。京都帝国大学教授、京都帝国大学文学部長。

## 経歴
出生から修学期
1871年、岩手県盛岡市で旧盛岡藩士・原勝多の長男として生れた。盛岡中学校、第一高等学校を経て、東京帝国大学文科大学史学科で学んだ。1896年に卒業。同大学大学院に進んだ。
1896年12月から一年志願兵として近衛歩兵第4連隊に入営。1899年2月、陸軍歩兵少尉に任官し、1904年、歩兵中尉に進級。
歴史学研究者として
1899年9月、第一高等学校教授に就いた。1902年10月、文学博士号を取得。
1907年2月から1909年3月まで、イギリス、アメリカ、ドイツに留学。帰国後、新設された京都帝国大学文科大学西洋史講座教授に就任した。文科大学では、和辻哲郎や西田幾多郎らと同僚であった。1922年4月から1924年1月には、文学部長を務めた。
1924年、直腸癌と癌性腹膜炎のため京都で死去。墓所は盛岡市の法華寺にある。

## 研究内容・業績
専門は西洋史だが、日本史にも通じており、日本通史を英語で執筆・出版したことでも知られている。また西洋史の研究を通じて日本にも中国のそれとは異なる封建制など西洋史の中世と同じようなものがあったことを指摘し、それは他のアジア諸国と日本との違いであると主張した。その他に日本史関係では、『吾妻鏡』の史料としての価値と限界についてなど、鎌倉時代について文化史的視点から考察論考を書いている。

## 栄典
位階
- 1912年（大正元年）12月28日 - 正五位[6]
- 1918年（大正7年）2月12日 - 従四位[7]
- 1924年（大正13年）1月14日 - 従三位[8]

勲章等
- 1924年（大正13年）1月14日 - 勲二等瑞宝章[8]

## 家族・親族
- 弟： 原敢二郎は海軍中将。

## 著作
著書
- 『昨年の欧米 一九一一年』冨山房 1912
- 『南海一見』東亜堂書房 1914
  - 文庫化 中公文庫 1979
- 『欧米最近世史十講』弘道館 1915
- 「東山時代に於ける一縉紳の生活」『藝文』京都大学文学部 1917
  - 書籍化 創元社 1941
  - 選書化 筑摩叢書 1967
  - 文庫化 講談社学術文庫 1978
  - 選書化 中公クラシックス 2011
- "An introduction to the history of Japan" G.P. Putnam's Sons New York, 1920
  - 再版 General Books, 2012
  - 邦訳版『原勝郎博士の「日本通史」』中山理訳、祥伝社 2014
- 『世界大戦史』同文館 1925
- 『日本中世史之研究』同文館 1929
- 改題再版 『日本中世史』創元社
  - 文庫化 講談社学術文庫
  - 文庫化 平凡社東洋文庫
- 『西洋中世史概説・宗教改革史』同文館 1931

雑誌論文
- 原1898「吾妻鏡の性質及其史料としての價値」『史学雑誌』